# Pio
Els Pio di Savoia (originalment Pio) són una família feudal que tenia la Signoria de Quarantola a la zona de Mòdena des del segle xi. Van tenir sobirania sobre la ciutat de Carpi i alguns territoris veïns entre els segles XIV i XVI, fins que la ciutat va ser annexada als territoris de la família Este l'any 1530. Van tenir el privilegi del duc Lluís I de Savoia, amb les cartes patents del 27 de gener de 1450, per afegir el nom dels Savoia al seu cognom, com a recompensa pels serveis militars d'Alberto II el Vell.
La família està registrada a la Llista Oficial Noble italiana amb els títols de Príncep (mpr) i Conte (m), Don i Donna, Nobile di Carpi (m), Patrizio di Ferrara (m).
La primera figura recordada de la família és un Manfredo (? -1096 ca.), el fill del qual Bernardo va ser pare del Pio Podestà de Mòdena entre 1177 i 1178 que va donar el cognom als seus descendents. Després van seguir el fill Lanfranco (1205-1252) i el fill d'aquests Federico (1230-1267). Manfredo I (1269-1348), fill de Federico i Agnese da Gorzano, fou vicari imperial de Mòdena entre 1329 i 1336 juntament amb el seu cosí Guido Pio, obtenint així el feu de Carpi de la família Este.

## Senyors de Carpi
- Manfredo I Pio 1319 i 1336-1348
- Galasso I Pio 1348-1367
- Marsilio Pio 1367-1384 (associat)
- Giberto I Pio 1367-1389 (associat)
- Marco I Pio 1389-1418 (associat amb els tres germanastres menors Nicolò, Alberto I i Gian Galeazzo)
- Nicolò Pio 1389-1394 (associat)
- Alberto I Pio 1389-aprox. 1408 (associat)
- Gian Galeazzo 1389-aprox. 1408 (associat)
- Giovanni Pio 1418-1438 (associat amb els tres germans menors Alberto, Giberto i Galasso)
- Alberto II Pio el vell 1418-1463 (associat)
  - Lionello I Pio 1463-1480 (associat)
    - Alberto III Pio 1480-1525 (primogènit de l'anterior;[6] associat; de 1509 comte de Carpi (únic des de 1512); el 1525 desposseït del feu de Carpi per fellonia)
- Giberto II Pio 1418-1446 (associat)
  - Marco II Pio 1446-1494 (associat)
    - Giberto III Pio 1494-1499 (primogènit de l'anterior;[6] associat; el 1499 va cedir la consenyoria de Carpi a Hèrcules I d'Este a canvi del feu d'Este de Sassuolo)
- Galasso II Pio 1418-1465 (associat)
  - Giancarlo Pio 1465-abans de 1469 (associat)
  - Gianmarco 1465-1469 (associat; executat)
  - Gianludovico Pio 1465-1469 (associat; executat)
  - Gianmarsiglio Pio 1465-1477 (associat; va renunciar a la consenyoria de Carpi)
  - Gianniccolò 1465-1477 (associat; va renunciar a la consenyoria de Carpi)
  - Bernardino 1465-1477 (associat; va renunciar a la consenyoria de Carpi)
  - Gianprincivalle 1465-1477 (associat; va renunciar a la consenyoria de Carpi)
  - Manfredo, 1465-1477 (podria haver estat associat i després va renunciar a la consenyoria de Carpi)

## Senyors de Sassuolo
- Giberto I (III de Carpi) Pio 1499-1500
- Alessandro Pio 1500-1506
- a Ferrara 1506-1510[cal citació]
- Alessandro Pio (segona vegada) 1510-1518
- Giberto II Pio 1518-1554
- Ercole Pio 1554-1571
- Mario Pio 1571-1599